# Materada
Materada (wł. Matterada) – wieś w Chorwacji, w żupanii istryjskiej, w mieście Umag. W 2011 roku liczyła 139 mieszkańców.